# Elementgirls.de
Elementgirls.de war eine im März 2006 von Super RTL gegründete, auf Mädchen im Alter von 10 bis 15 Jahren ausgerichtete Online-Community. Die Seite war aufgeteilt in die vier Elemente Erde, Luft, Feuer und Wasser.
2009 konnten Mitglieder ein Treffen mit Hannah Montana gewinnen.
Auf Elementgirls konnte man – ähnlich wie auf SchülerVZ – mit anderen Communitymitgliedern chatten, Spiele spielen, Beiträge in Foren schreiben und Tests ausfüllen.
2011 wurde die Seite komplett überarbeitet.
Am 18. Dezember 2013 wurde die Abschaltung der Seite zum Ende des Jahres 2013 bekanntgegeben.

## Zahlen
Bis Oktober 2006 wurden 72.000 registrierte User verzeichnet, 2007 sprach man von 355.000 Mitgliedern.
2011 verkündete Super RTL, dass die Website knapp eine Million Forenbeiträge, 400.000 private Nachrichten und mehr als 40.000 Kommentare im Jahr 2010 erhalten hatte.
Laut der Medienanstalt NRW war Elementgirls eine der Top-100-Websites für Kinder im Jahr 2012.

## Promotion
Das Angebot wurde von IP Deutschland vermarktet. Promotet wurde es u. a. von Nathalie Tineo mit dem Lied Sei so wie du bist. Neben der Website wurden auch drei Spiele – Elementgirls (2008), Element Girls – Love, Fashion & Friends (2008) und Element Girls: Style Your Life! (2010) – von dtp Entertainment für den Nintendo DS entwickelt und 2010 ein Album veröffentlicht. Darüber hinaus wurden im Jahr 2007 das Buch Element girls. Eine Liebe in Berlin sowie ein monatliches Magazin publiziert.